# Ogcodes colombiensis
Ogcodes colombiensis är en tvåvingeart som beskrevs av Evert I. Schlinger 1960. Ogcodes colombiensis ingår i släktet Ogcodes och familjen kulflugor.
Artens utbredningsområde är Colombia. Inga underarter finns listade i Catalogue of Life.